# 黃渤海
黃渤海是太平洋西部的一个边缘海，即黄海與渤海的合稱，位於中国大陆与朝鲜半岛之间，常見於魚類分佈相關的內容裡。由於在中華民國的地理，「渤海」被認為只是「黃海」的一個海灣，因此有條名稱只見於中華人民共和國的出版裡。